# Мідне виробництво в Лагичі

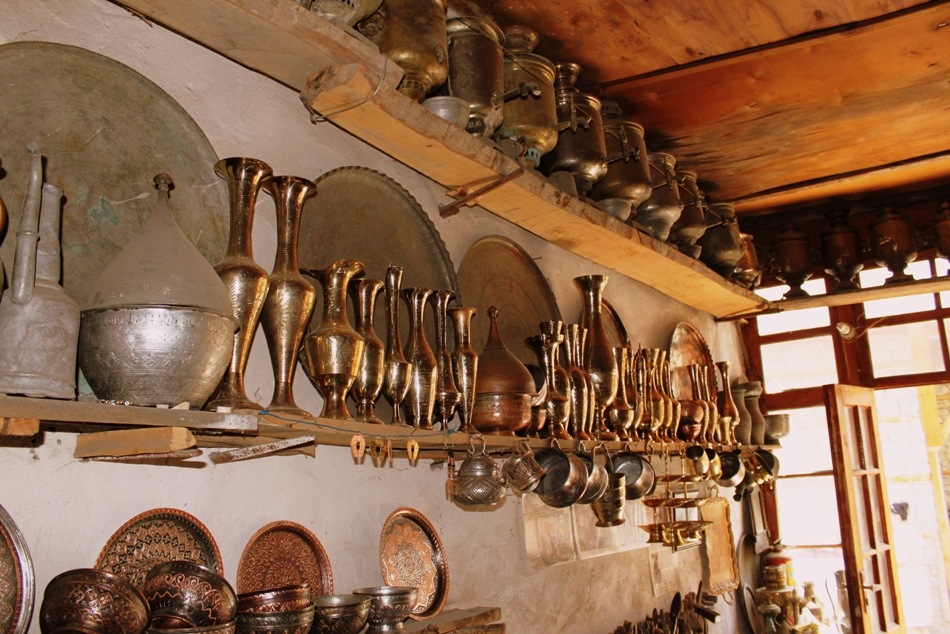
Мідний посуд із Лагича

Мідне виробництво в Лагичі — виробництво посуду і різних виробів із міді в селищі Лагич Ісмаїллинського району Азербайджану. У 2015 році було включено до списку нематеріальної культурної спадщини людства ЮНЕСКО від Азербайджану.

## Історія
Лагич здавна відомий як центр ремісничого виробництва, зокрема виготовлення високохудожніх мідних виробів. Розвиток в Лагичі мідного виробництва наклало специфічний відбиток на побут жителів селища і структуру самого поселення як в минулому, так і в даний час.
У своєму розвитку мідне виробництво Лагича сягнуло найвищого ступеня. А лагицькі мідники, багато з яких переселялися ближче до мідеплавильних заводів, у значній мірі сприяли розвитку цієї галузі в багатьох інших регіонах Азербайджану і всього Закавказзя. Високоякісна продукція майстерних мідників Лагича, яку прикрашали вигадливими візерунками, була широко поширена також в Дагестані, Вірменії та Грузії.
Успішний розвиток мідного виробництва сприяло виникненню в Лагичі ряду допоміжних ремесел — лудильного, ковальського, виробництва деревного вугілля. У цілому, у XIX столітті в Лагичі було розвинене близько 40 видів ремесла і допоміжних галузей
У минулому мідне виробництво в основному було зосереджено в кварталі «Агали», званим так через велику кількість мідних майстерень, розташованих по обидва боки вулиці, — «місгяр базари» («базар мідників»). Мідні вироби, які виготовлялися тут же, в майстерні, і продавалися, а фасад і частина помосту майстерень були своєрідною крамницею.

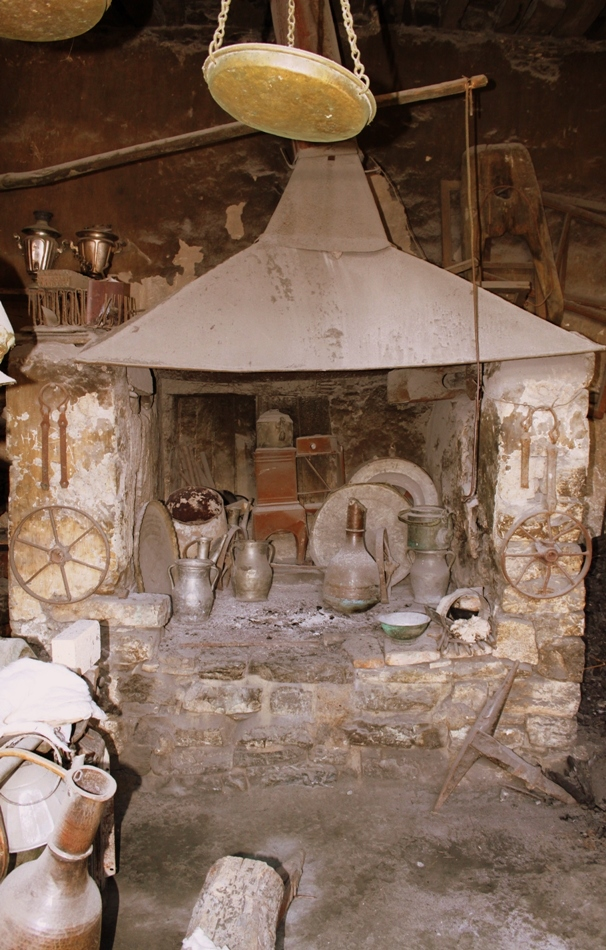
Мідна майстерня в Лагичі

У дослідженнях про кустарне виробництві на Кавказі містяться відомості про кількість мідних майстерень Лагича в XIX столітті. Так, Орест Євецький відзначав наявність тут 200 лавок мідників. Але до кінця XIX століття з причини ввозу більш дешевої російської фабричної продукції число таких майстерень значно скоротилося. Поряд із мідним виробництвом скоротилися й інші види ремесла — ковальське, шкіряне, зброярське.
Письмові джерела, а також багата колекція мідного посуду, що зберігається у фондах музеїв Азербайджану, Грузії, Росії та Європи, свідчать про велику різноманітність мідного начиння, яке налічувало в минулому понад 80 видів.
Вироби лагицьких мідників здобували також високу оцінку на різних виставках. Наприклад, на виставці творів Закавказького краю 1850 року були відзначені вироби майстри Мамеда Кадира, який був висунутий до грошової нагороди «за мідний посуд». Лагицькі майстри досягли успіху і на Всесвітній Віденській виставці 1873 року. У спеціальній газеті виставки з цього приводу йшлося:
|  | Село Лагич (Шемахінського повіту) здавна і високо відоме мідним посудом, та колекції цього посуду, яка представлена на Віденській виставці, може підтримати та поширити цю слава. Виставлені блюда, чаші, кухлі надзвичайно гарні, характеристичні і рішуче належать до найдосконаліших витворів у своєму роді. Увесь цей посуд багато і витончено гравійований. |

У Луврі серед зразків ремесла з території Азербайджану є також мідний посуд з Лагича. У Бернському музеї зберігаються зразки вогнепальної та холодної зброї з Азербайджану, серед яких особливо виділяються гвинтівки, шаблі і кинджали лагицьких зброярів, багато прикрашені орнаментом та інкрустацією.
У січні 2015 року Азербайджан і Румунія випустили спільні поштові марки, присвячені народній творчості обох країн. На одній із марок зображений зразок мистецтва лагицьких мідників, на іншій — зразок кераміки румунського міста Хорезу.

## Декорування
Декорування мідного посуду виконується гравіюванням самого орнаменту у вигляді контуру або ж зняттям тла навколо орнаменту; при цьому останній виділяється силуетом. Улюбленими мотивами візерунків тут є також візерунки «бута», трипелюсткове листя, крути, трикутники та загострені овали, простір яких заповнюється орнаментом.

Більшість мідних виробів Лагича лудилось і прикрашалося декоративним орнаментом. Цією справою зазвичай займалися спеціальні майстри-гравіювальники — «хаккак».

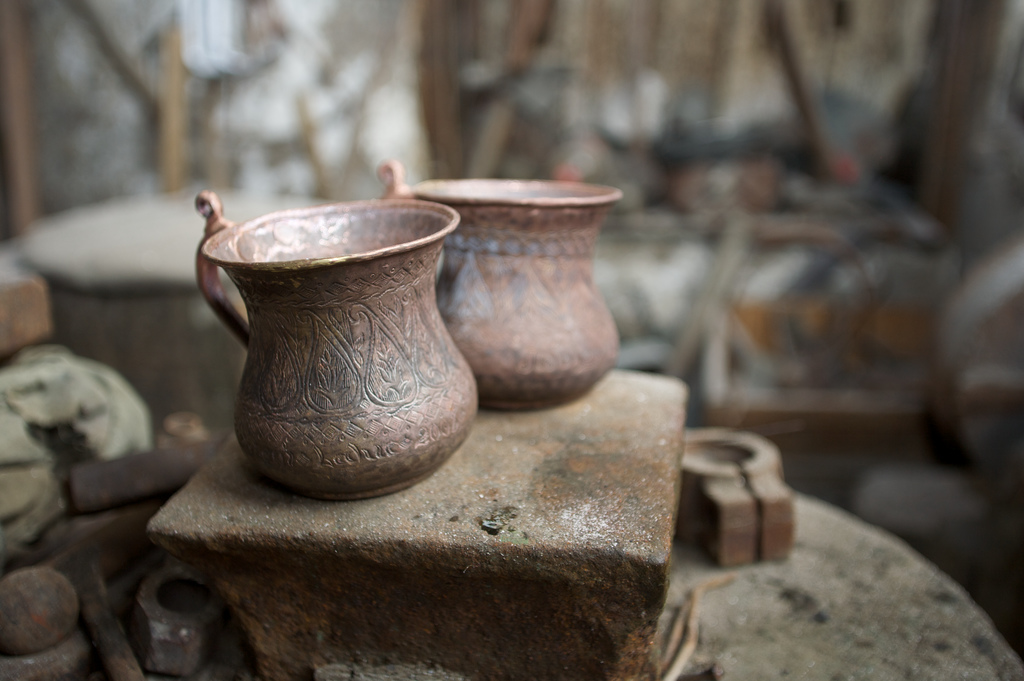
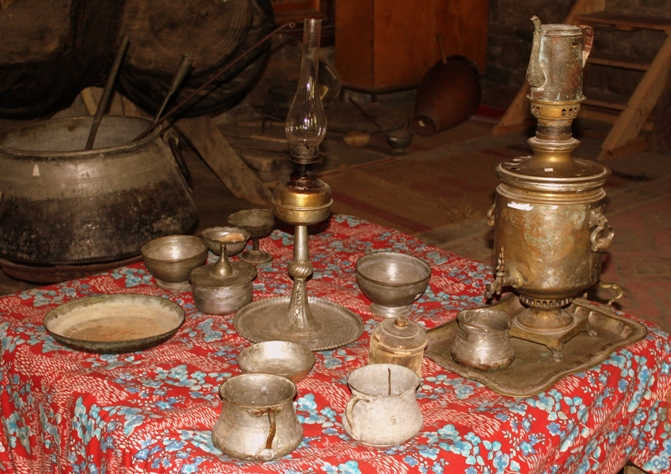
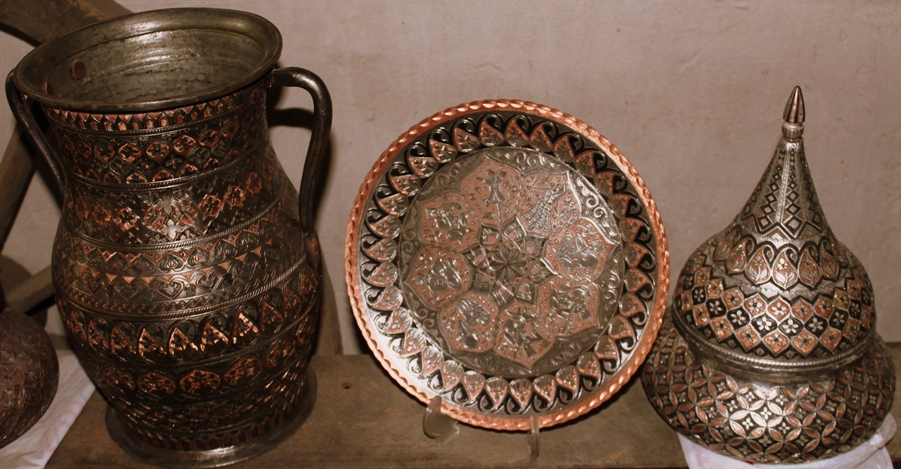
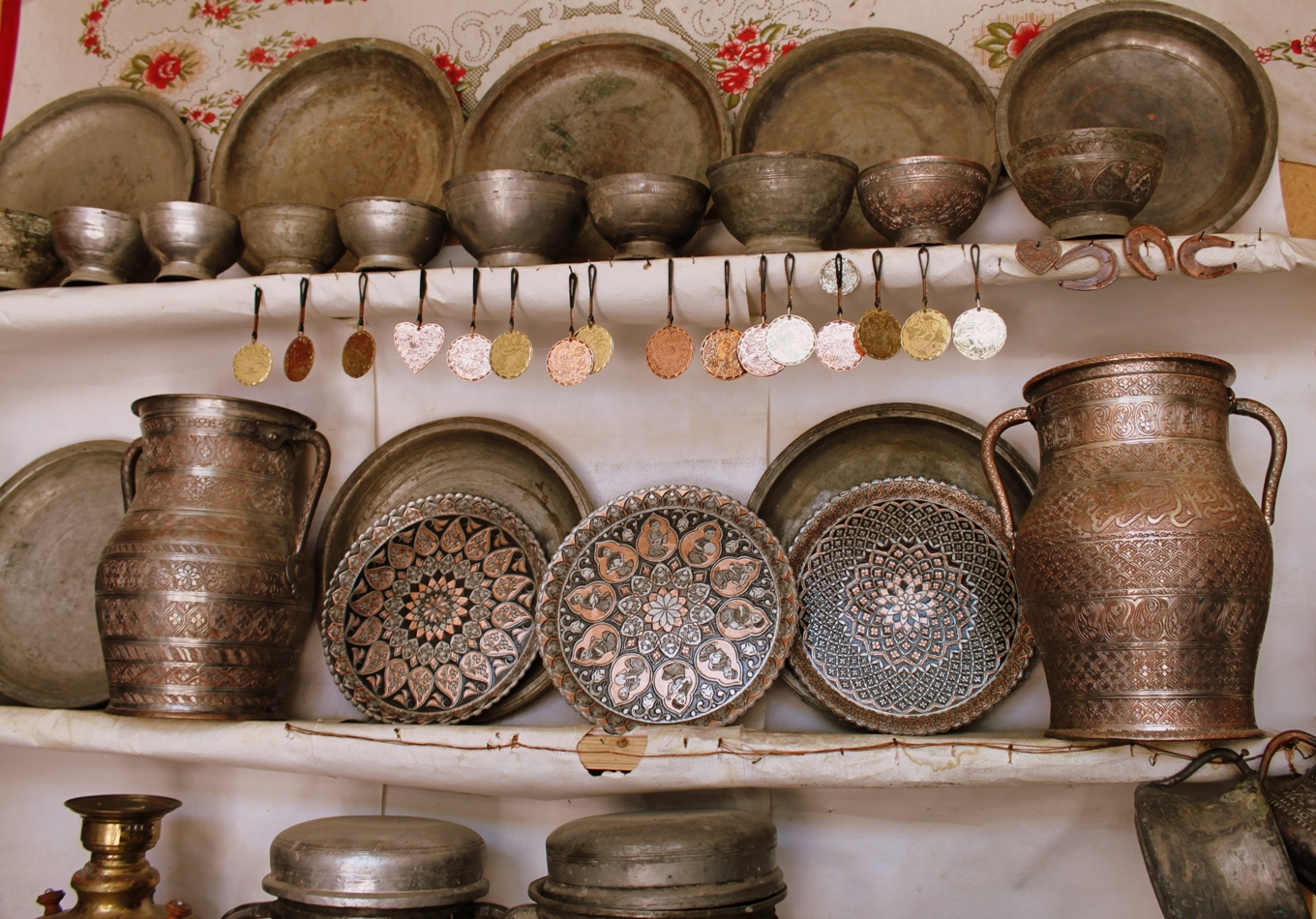